# Begonia hemsleyana
Begonia hemsleyana es una especie de planta perenne perteneciente a la familia Begoniaceae. Es originaria de Asia.

## Descripción
Son hierbas aromáticas, que alcanzan un tamaño de 30-80 cm de altura. Los rizomas son cortos, fuertes, de 3-11 mm de diámetro. Los tallos peludos. Hojas basales y caulinares; estípulas ovadas-lanceoladas, 5-21 × 4-10 mm, abaxialmente hispidulous, ápice acuminado y cuspidate; pecíolos 8-14 cm, escasamente hispidulous, subglabro, o glabro; compuestos hoja palmado, foliolos 7 (u 8), oblongo-lanceoladas u obovadas-lanceoladas de 12.6 × 1.9-4 cm, escasamente hirsutos abaxialmente, adaxialmente escasamente hirsuto, base cuneada o anchamente cuneada, el margen serrulado, ápice acuminado o largo caudado-acuminado. Inflorescencias de 3-18 cm, subglabras; con pedúnculo de 4-7,5 cm, brácteas lanceoladas, 1.3-1.7 cm. Flores estaminadas: pedicelo 8-32 mm; 4 tépalos, rosa. Flores pistiladas: tépalos 5, desiguales, la mayor anchamente ovadas, 9-11 × 9-11 mm, envés velloso, el más pequeño orbicular, 9-12 mm × 8-11; ovario glabro. El fruto es una cápsula obovoide-globosa o elipsoide, 10-13 × 5-7 mm, con tres alas desiguales. Tiene un número de cromosomas de n = 20, 22.

## Distribución y hábito
Se encuentra en los bosques y valles, a la sombra en ambientes húmedos, a una altitud de 1000-1300 metros, en Guangxi y Yunnan en China y en Vietnam.

## Taxonomía
Begonia hemsleyana fue descrita por Joseph Dalton Hooker y publicado en Botanical Magazine 125: , pl. 7685. 1899.
Etimología
Begonia: nombre genérico, acuñado por Charles Plumier, un referente francés en botánica, honra a Michel Bégon, un gobernador de la excolonia francesa de Haití, y fue adoptado por Linneo.
hemsleyana: epíteto
Sinonimia
- Begonia hemsleyana var. kwangsiensis Irmsch.[3]